# Jardín Botánico del Mediterráneo

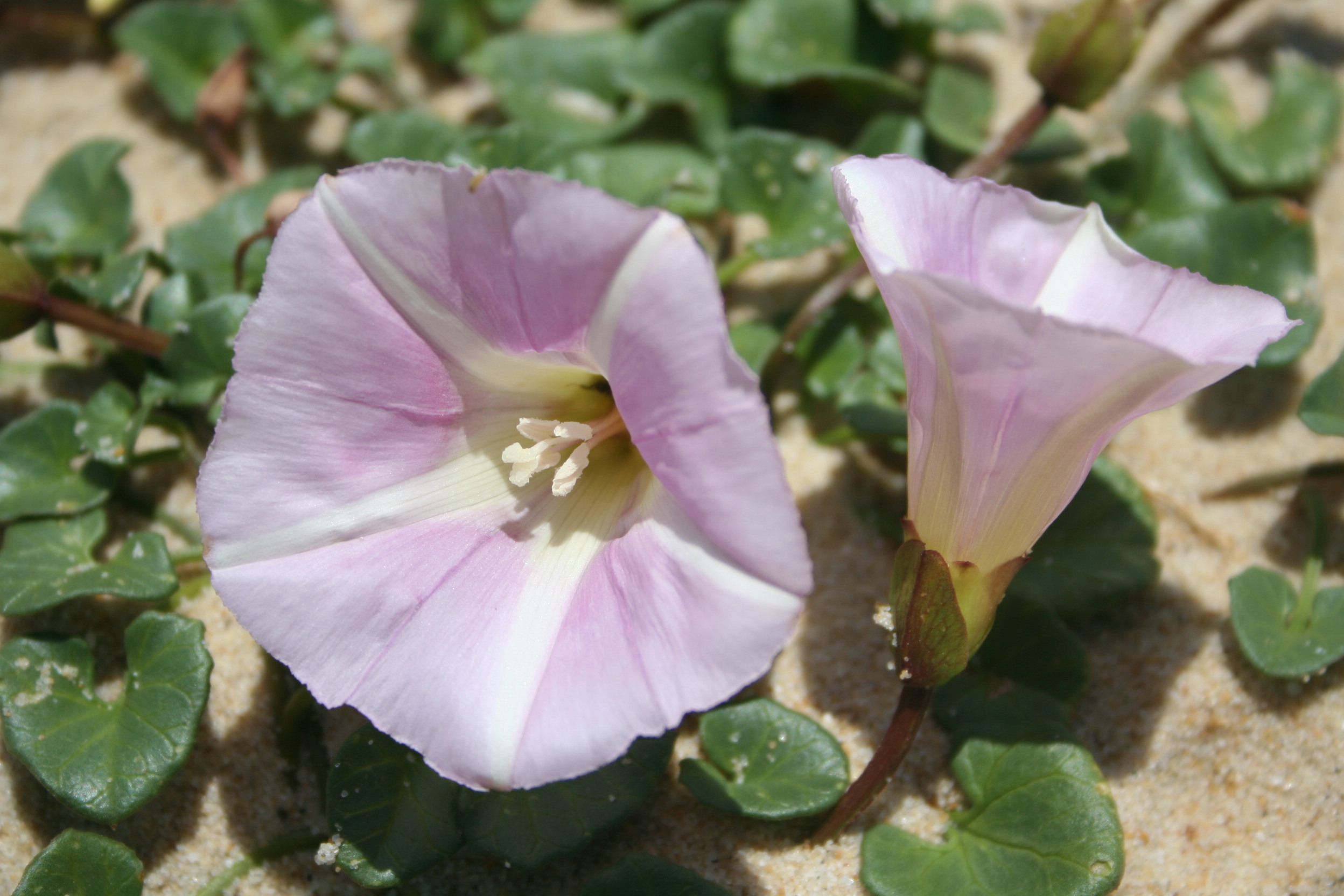
Calystegia soldanella especie presente en la dunas de La Toscana.

El Jardín Botánico del Mediterráneo (en italiano: Orto Botanico del Mediterraneo), es un jardín botánico en Livorno Italia. 

## Localización
Se ubica en el entorno del Museo di Storia Naturale del Mediterraneo.
Orto Botanico del Mediterraneo  Via Roma 234 I-57127 Livorno, Provincia di Livorno, Toscana, Italia.43°32′8.81″N 10°18′51.09″E / 43.5357806, 10.3141917
Se encuentra abierto todo el año.

## Historia
Los orígenes del museo Museo di Storia Naturale del Mediterraneo, se remontan a 1929 con la adquisición del rico material presente en el gabinete del "Istituto Tecnico Vespucci"; pero la Segunda Guerra Mundial, causó la pérdida de la colección, el museo fue reabierto junto al "Acquario comunale Diacinto Cestoni", en el 1980 fue transferido a la sede de "Villa Henderson".
La villa en el 1762 pertenecía a Antonio Orlandi y sucesivamente pasó a Filippi, a Guebhard y finalmente a Webb James. En el 1917, era propiedad de la familia Bracchini, y pasó a ser propiedad de George Henderson, cuya familia pertenecía  a la comunidad inglesa de la ciudad desde finales del siglo XVIII. Este en 1935 cedió el inmueble, constituido entonces por treinta salas y un vasto parque, a la administración provincial de Livorno. 
El jardín conserva aún en parte la típica impronta "a la inglesa". Notable es la variedad de especies arbóreas presentes, que con una fuente hexagonal y una pequeña gruta en piedra con tres pequeñas arcadas, recubiertas de vegetación espontánea, producen una sensación de placidez.
El jardín botánico ha sido diseñado junto al edificio del museo como continuación de las salas expositivas del museo. Nos muestra la flora de la cuenca del Mediterráneo, con un énfasis particular en la flora de la provincia de Livorno y su Archipiélago.
El jardín botánico juega un importante papel didáctico, educativo y promocional de la cultura científica así como para asegurar la supervivencia de especies y la conservación del patrimonio genético de la Provincia de Livorno y de la Flora del archipiélago de la Toscana.

## Colecciones
Alberga grupos de plantas típicas de varias localizaciones a lo largo de la cuenca del Mediterráneo, la provincia de Livorno y las islas de la Toscana. Cada grupo de plantas ubicadas sobre un determinado tipo de suelo en el que habitualmente se desarrollan.
Así tenemos:
- Zona volcánica, el material del suelo procede de la proximidad del Lago de Bolsena (VT). En la zona de Toscana debido a los fenómenos volcánicos de finales de la era Terciaria surgió la Isla de Capraia en la que se encuentra el pequeño "volcán del Zenobito", en el que las formaciones rocosas tienen unos fuertes contrastes de colores. En el jardín se ha reconstruido un pequeño sitio con características geopedológicas similares a la volcánica Capraia, con especies como la endémica "fiordaliso di Capraia" (Centaurea gymnocarpa), la  "Boragine nana", "Bocca di leone di Capraia", Calicotome villosa, Chamaerops humilis.
- Zona calcárea, el material de esta zona proviene de una cantera en explotación de San Carlo, en el macizo de "Monte Calvi" (San Vincenzo - LI). La roca calcárea generalmente está constituida con más del 50% de carbonato de calcio, mientras la parte restante está formada de varios componentes insolubles como arcilla, cuarzo, óxido de hierro, etc. El CaCO3 desempeña un papel importante en la evolución del suelo, pues es permeable y favorece una rápida humidificación de la materia orgánica fresca, mezclándose así mismo a los restos orgánicos protege de la biodegradación. En la provincia de Livorno sustenta la garriga mediterránea, con Lentisco, Mirto, Olivos, y en algunos sitios Erica arborea.
- Zona de serpentina, el material que lo compone proviene de la cantera en la localidad de Rialdo (Riparbella - PI), los substratos serpentinosos constituyen para las plantas un medio ambiente muy particular por una serie de caracteres físico - químicos con carencia de elementos nutritivos (calcio, fósforo, potasio) y presencia de elementos tóxicos (níquel, cromo, cobalto, boro), lo que conforma suelos escasamente evolucionados, rocosos y áridos; microclima con fuertes oscilaciones térmicas. Estos afloramientos son los responsables de la dificultad de asentamiento de las especies vegetales y así mismo es un seleccionador de especies vegetales que en el que se asientan, es pues un substrato interesante tanto por las especies endémicas que hospeda, como por ser área de refugio para numerosas entidades florísticas. Así podemos encontrar Asplenium cuneifolium, Alyssum bertolonii,
- Zona granítica, el material del suelo procede de la cantera situada en el Monte Capanne en la localidad de S. Piero de la isla de Elba (LI). En la región Mediterránea estos afloramientos geológicos generan un substrato acidófilo, y en la garriga del Monte Capanne hay una gran riqueza en endemismos sardo-corso-baleáricos, algunos de los cuales son exclusivos del área: "Viola dell'Elba", "Fiordaliso del Monte Capanne", "Limonio dell'Elba". Además Arbutus unedo, Erica arborea.
- Dunas, Cakile, Calystegia soldanella, Inula, Ammophila arenaria, Euphorbia paralias, Eryngium maritimum, Echinophora spinosa, Halimium halimifolium
- Torrente,
- Arenal, el material de esta zona proviene de Calignaia (LI).
- Humedal, Nymphaea alba, Hibiscus palustris, Carex elata
- Plantas etnobotánicas